# Rose de Freycinet
Rose Marie Pinon, née le 29 septembre 1794 à Saint-Julien-du-Sault au hameau de Charmoy, dans la propriété de son père qui faisait exploiter son vignoble, et morte le 7 mai 1832 à Paris, est une navigatrice française.

## Biographie
Elle est l'épouse de Louis Claude de Saulces de Freycinet, le géographe et explorateur, avec qui à 23 ans, elle décide de participer à la mission scientifique organisée par lui, affrontant la désapprobation générale tant des autorités officielles que de sa famille. On prend, pour qu'elle puisse embarquer sur l'Uranie à Toulon, toutes les dispositions nécessaires au contournement d'une interdiction formelle. Rose part sans en aviser sa famille, profitant de l'obscurité, après avoir coupé ses cheveux et s'être habillée en marin, travestissement qu'elle conservera jusqu'au passage de Gibraltar.
Elle écrit un journal intime pour sa cousine Caroline de Nanteuil, née Barillon, en relatant les événements du Voyage. Elle réside à Rio de Janeiro durant un mois à son arrivée et durant trois mois avant son retour en France, elle y fréquente quelques-uns des membres de la colonie française et quelques Portugais proches de la Cour. L'isolement de la jeune fille plongée dans un milieu exclusivement masculin peut être traduit par le fait qu'une petite île rocheuse en plein Océan Pacifique porte son prénom , mais cet isolement nous apparaît encore plus clairement dans cet extrait de Souvenirs d'un aveugle d'Arago, dans lequel il tente de consoler Rose : « Mais ne vous inquiétez pas. S'il arrivait à Madame quelque malheur et que Madame était destinée à survivre à son mari, ces hommes, Madame, non seulement vous respecteraient comme on respecte une femme vertueuse, mais se jetteraient à vos pieds comme on se jette aux pieds de la Sainte Vierge ! Courage. Je vous apporte de l'aide, tout au moins de l'eau-de-vie... ».
Rose a fait preuve d’un courage hors pair et d’une grande détermination lors du naufrage de l’Uranie aux Malouines. Ses descriptions très vivantes des événements qui ont conduit aux naufrages sont très personnelles.
Elle meurt en 1832 à Paris durant l'épidémie de choléra.

## Œuvre
- Rose de Saulces de Freycinet, Journal de madame Rose de Saulces de Freycinet : campagne de "l'Uranie" (1817-1820) d'après le manuscrit original, accompagné de notes par Charles Duplomb, Paris, Société d'éditions géographiques, maritimes et coloniales, 1927, 329 p. (lire en ligne).
- Rose de Freycinet, Rose des vents - Journal de Madame Rose de Freycinet : voyage de l'Uranie autour du monde (1817-1820). Texte établi et présenté par Marc Serge Rivière ; en annexe Lettres de Rose à sa belle-sœur, Clémentine de Freycinet, Sainte Clotilde (La Réunion) : ARS Terres Créoles ; Stanley (Maurice) : Éd. de l'océan Indien, 1996.
- Rose de Freycinet (2003). Journal du voyage autour du monde à bord de l’Uranie, 1817-1820. Éditions du Gerfaut (Paris) : 248 p.  (ISBN 2-914622-35-X)

## Hommages
- Une colombe découverte sur l'île de Rawak, en Papouasie-Nouvelle-Guinée, porte le nom de Cartophage de Pinon.
- Deux plantes ont été baptisées en son honneur, l’Hibiscus pinonianus et la fougère Pinonia.
- L’île Rose, en Micronésie, a été nommée par son mari en son honneur.